# Liste der Naturdenkmale in Wittnau (Breisgau)
| Naturdenkmale | Anzahl |
| ------------- | ------ |
| FND           | 0      |
| END           | 8      |
| Gesamt        | 8      |

Die Liste der Naturdenkmale in Wittnau nennt die verordneten Naturdenkmale (ND) der im baden-württembergischen Landkreis Breisgau-Hochschwarzwald liegenden Gemeinde Wittnau. In Wittnau gibt es insgesamt acht als Naturdenkmal geschützte Objekte, keines ist ein flächenhaftes Naturdenkmal (FND), alle sind Einzelgebilde-Naturdenkmale (END).
Stand: 1. November 2016.

## Einzelgebilde (END)
| Name                               | Bild | Kennung     | Einzelheiten | Position | Fläche Hektar | Datum         |
| ---------------------------------- | ---- | ----------- | ------------ | -------- | ------------- | ------------- |
| 1 Esskastanie bei den Stöckenhöfen | BW   | 83151250005 | Wittnau      | ⊙        | 0,0           | 11. Aug. 2006 |
| 1 Sommerlinde auf dem Kapellenbuck | BW   | 83151250001 | Wittnau      | ⊙        | 0,0           | 11. Aug. 2006 |
| 1 Sommerlinde auf der Eichhalde    | BW   | 83151250007 | Wittnau      | ⊙        | 0,0           | 11. Aug. 2006 |
| 1 Sommerlinde bei den Stöckenhöfen | BW   | 83151250004 | Wittnau      | ⊙        | 0,0           | 11. Aug. 2006 |
| 1 Sommerlinde "Im Vogelbach"       | BW   | 83151250009 | Wittnau      | ⊙        | 0,0           | 11. Aug. 2006 |
| 1 Sommerlinde                      | BW   | 83151250010 | Wittnau      | ⊙        | 0,0           | 11. Aug. 2006 |
| 1 Stieleiche                       | BW   | 83151250008 | Wittnau      | ⊙        | 0,0           | 11. Aug. 2006 |
| 2 Esskastanien auf dem Kirchplatz  | BW   | 83151250002 | Wittnau      | ⊙        | 0,0           | 11. Aug. 2006 |
| Legende für Naturdenkmal           |      |             |              |          |               |               |